# Conistra delicatula
Conistra delicatula är en fjärilsart som beskrevs av Charles Oberthür. Conistra delicatula ingår i släktet Conistra och familjen nattflyn. Inga underarter finns listade i Catalogue of Life.